# Troféu HQ Mix de melhor novo talento - roteirista
Novo talento - roteirista é uma das categorias do Troféu HQ Mix, premiação brasileira dedicada aos quadrinhos que é realizada pela Associação dos Cartunistas do Brasil (ACB) e pelo Instituto do Memorial das Artes Gráficas do Brasil (IMAG) desde 1989.

## História
Em 1990, no segundo ano de realização do Troféu HQ Mix, foi criada a categoria "Desenhista revelação", dedicada a premiar os novos artistas que alcançassem destaque no mercado brasileiro de quadrinhos por seus primeiros trabalhos (sempre tomando por base a produção do ano anterior ao da realização da cerimônia).
Apenas em 2007 foi criada a categoria "Roteirista revelação". Ambas as categorias eram escolhidas por votação entre profissionais da área (roteiristas, desenhistas, jornalistas, editores, pesquisadores etc.) a partir de uma lista de sete indicados elaborada pela comissão organizadora do evento. Em 2011, as duas categorias foram renomeadas para "Novo talento - desenhista" e "Novo talento - roteirista".

## Vencedores e indicados
| Ano  | Roteirista                                                   | Obra(s)                                                      | Outros indicados | Notas         |
| ---- | ------------------------------------------------------------ | ------------------------------------------------------------ | --- | ------------- |

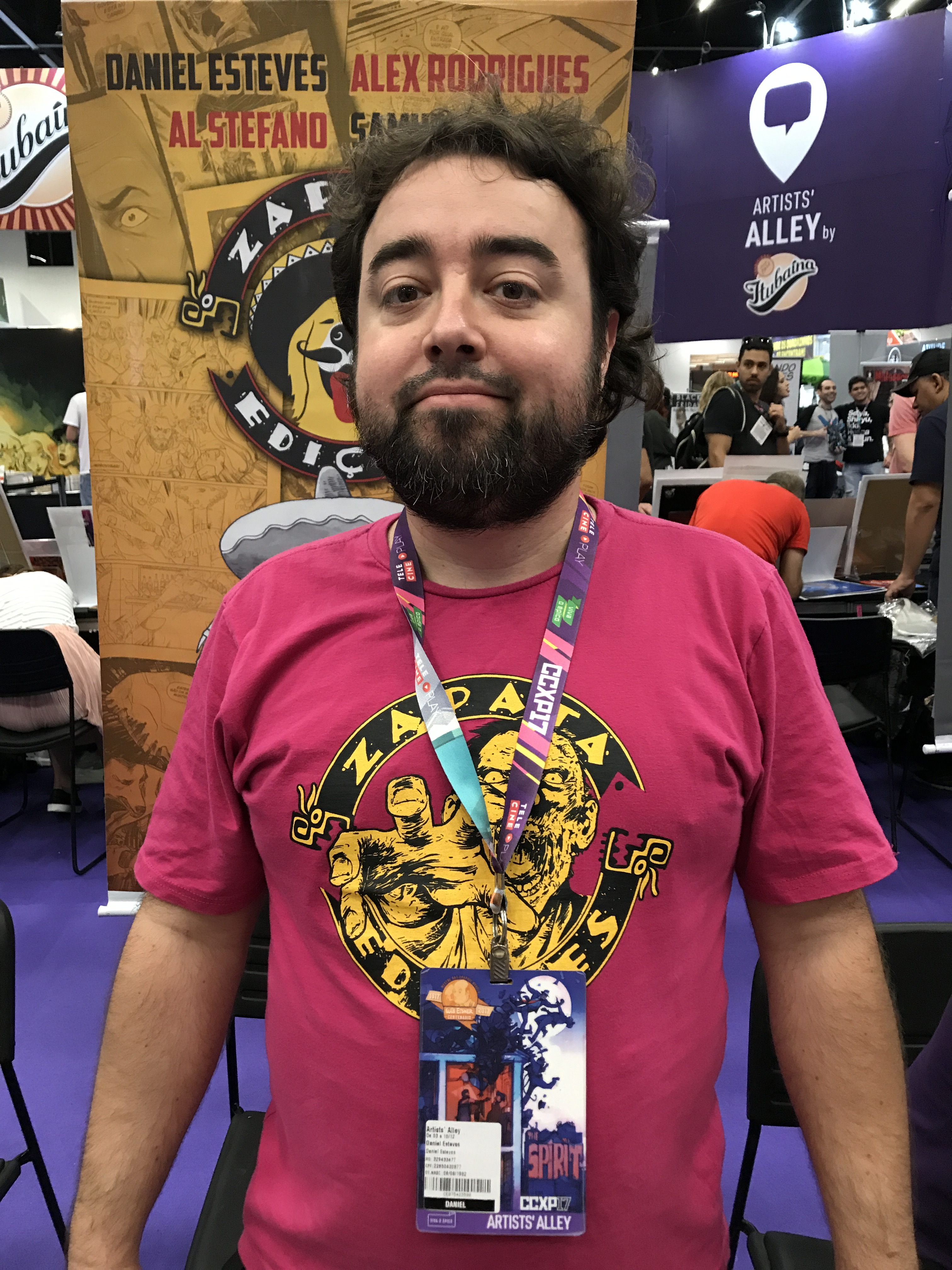
Daniel Esteves venceu a categoria em 2007.

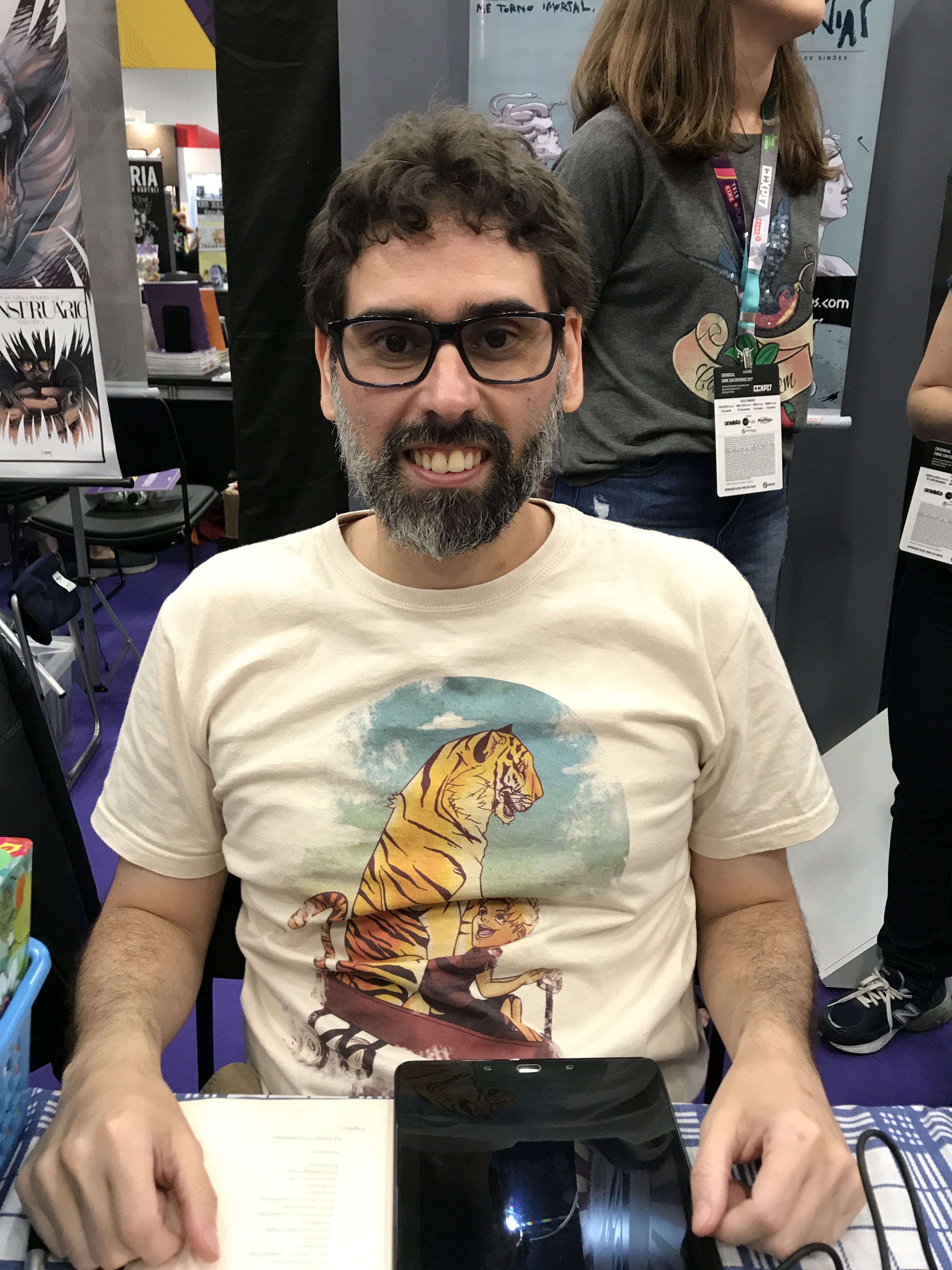
Cadu Simões venceu a categoria em 2008.

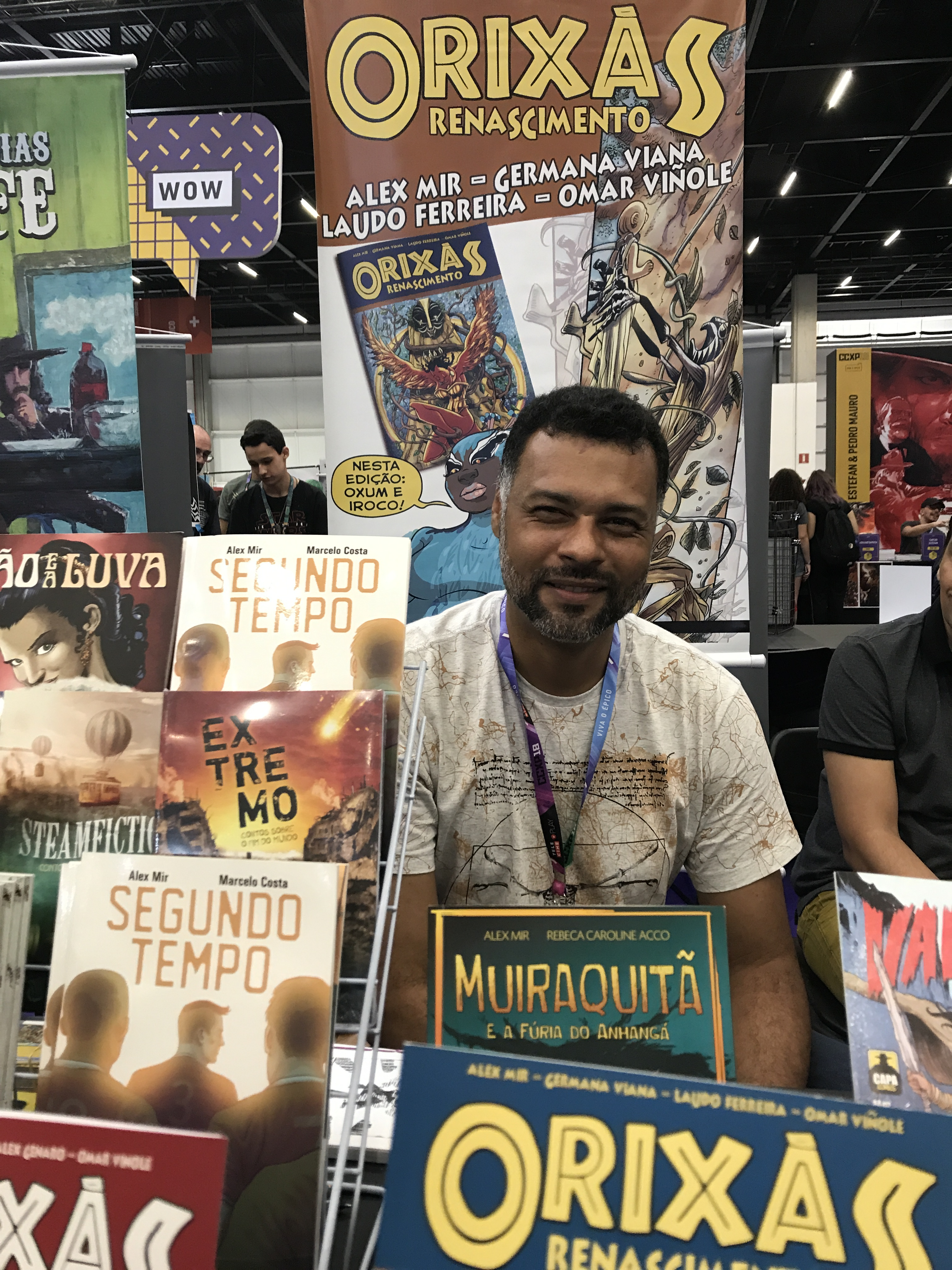
Alex Mir venceu a categoria em 2010.

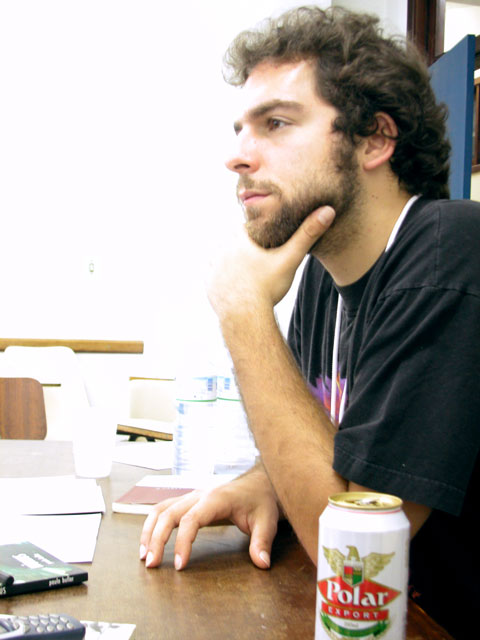
Daniel Galera venceu a categoria em 2011.

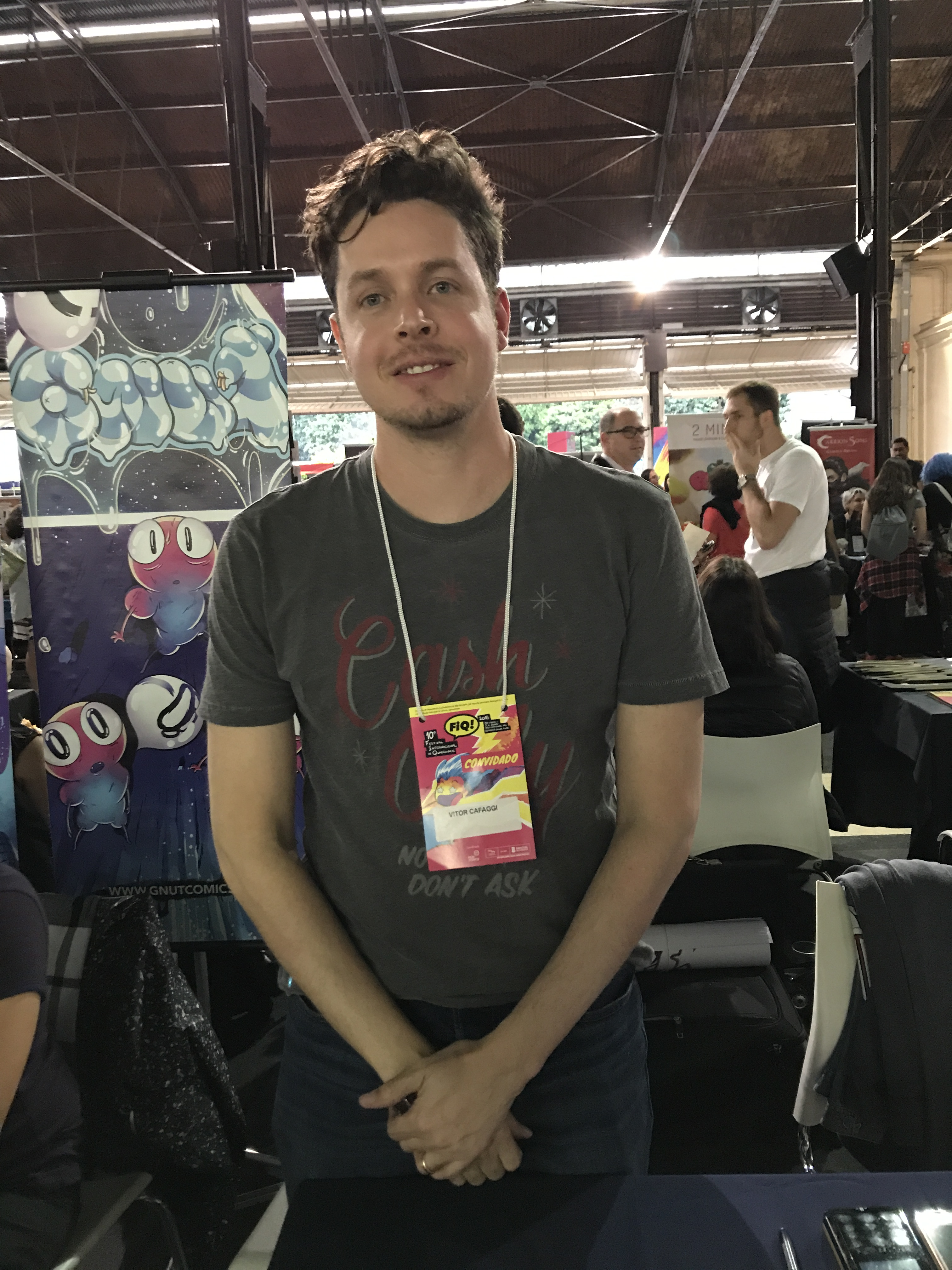
Vitor Cafaggi venceu a categoria em 2012.

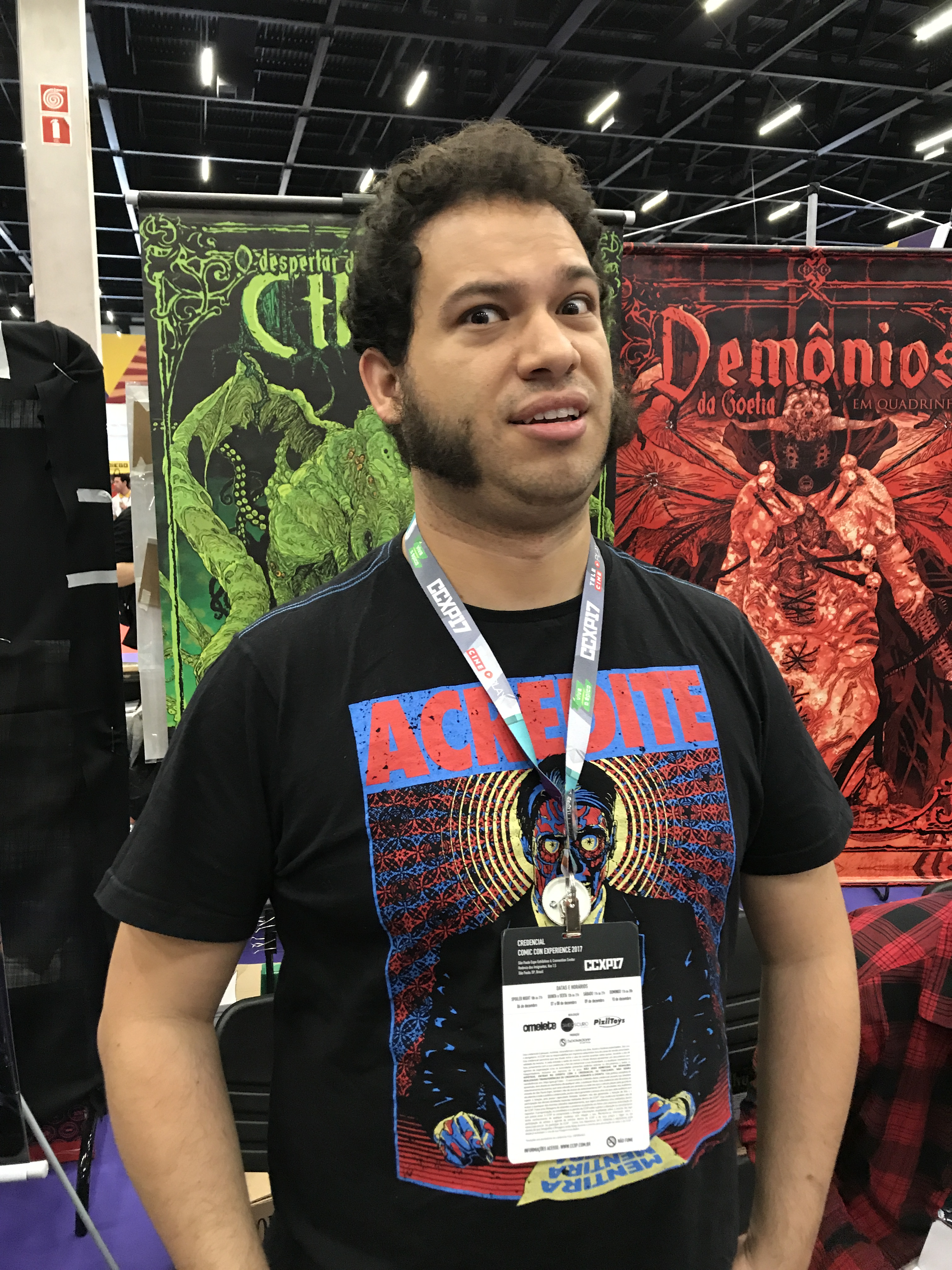
Raphael Fernandes venceu a categoria em 2013.

| 2007 | Daniel Esteves                                               | Front nº 17                                                  | - Anísio Serrazul, por Guerreiros da tempestade - Anita Costa Prado, por Katita - tiras sem preconceito - Gabriel de Mattos, por Destino: Oeste - Iramir Araújo, por Corpo de delito - Osmarco Magalhães, por O instituto - Volney Nazareno, por Encantarias | [ 3 ] [ 4 ]   |
| 2008 | Cadu Simões                                                  | Homem-Grilo Nova Hélade Garagem Hermética                    | - A. Moraes, por Desvio - Chicolam, por Menino-Caranguejo - Fabiano Barroso, por Um dia uma morte - Leonardo Melo, por Quadrinhópole - Leonardo Santana, por Prismarte - Nestablo Ramos Neto, por Zona zen | [ 6 ] [ 7 ]   |
| 2009 | Olintho Gadelha                                              | Chibata! - João Cândido e a revolta que abalou o Brasil      | - Alex Mir, por Tempestade cerebral - Dalton Correa Soares, por O contínuo - Leandro Assis e Hiroshi Maeda, por O Cabeleira - Marlon Tenório, por Os 303 de Esparta - Ricardo Giassetti, por O caçador de batatas e o filho da costureira - Rodrigo Alonso, por Eterno | [ 8 ] [ 9 ]   |
| 2010 | Alex Mir                                                     | Orixás Subversos Tempestade cerebral                         | - Ana Recalde, por Patre Primordium e Quadrinhópole - Bernardo Aurélio, por Foices & facões - a Batalha de Jenipapo - Edson Rossatto, por História do Brasil em quadrinhos - proclamação da República - Iramir Araújo, por Balaiada - a Guerra do Maranhão - Marcela Godoy, por Fractal - Sergio Chaves, por Café Espacial | [ 10 ] [ 11 ] |
| 2011 | Daniel Galera                                                | Cachalote                                                    | - Antonio Vicente Seraphim Pietroforte, por Mentahalos - Estevão Ribeiro, por Pequenos heróis e Hector e Afonso - os passarinhos - Jonatas Tobias, por Cogumelos ao entardecer - Nathan Cornes, por Zeladores - Rafael Moralez, por Peixe peludo - Thaís dos Anjos, por Assim falava Zaratustra | [ 5 ] [ 12 ]  |
| 2012 | Vitor Cafaggi                                                | Valente para sempre Duo.tone                                 | - Hector Lima, por MSP Novos 50 - Mauricio de Sousa Por 50 Novos Artistas - Lillo Parra, por Sonho de uma noite de verão - Luís Felipe Garrocho, por Achados e perdidos - Magno Costa, por Oeste vermelho - Mario César, por Entrequadros - círculo completo - Raphael Fernandes, por Ditadura no Ar | [ 13 ] [ 14 ] |
| 2013 | Raphael Fernandes                                            | Ida e Volta Ditadura no Ar nº 2                              | - Angélica Freitas (Guadalupe) - Cristina Eiko e Paulo Crumbim (Quadrinhos A2) - L. M. Melite (Desistência do azul) - Lillo Parra (Shakespeare em Quadrinhos, vol. 4 - Tempestade) - Ronaldo Bressane (V.I.S.H.N.U.) - Vanessa Barbara (A máquina de Goldberg) | [ 15 ] [ 16 ] |
| 2014 | Pedro Cobiaco                                                | Harmatã                                                      | - Brão Barbosa (Feliz Aniversário Minha Amada) - Camilo Solano (Inspiração - Deixa entrar Sol nesse Porão) - Emilio Fraia (Campo Branco) - Fabio Coala (O Monstro) - Juscelino Neco (Parafusos, Zumbis e Monstros do Espaço) - Liber Paz (As Coisas que Cecília Fez) | [ 17 ] [ 18 ] |
| 2015 | Bianca Pinheiro                                              | Dora e Bear                                                  | - Clayton InLoco (Hurula) - Felipe Nunes (Klaus) - Guilherme de Sousa (A Última Bailarina) - Gustavo Borges (Edgar, Em Busca da Energia dos Ventos) - Samanta Flôor (Click) - Zé Wellington (Quem Matou João Ninguém?) | [ 19 ] [ 20 ] |
| 2016 | Zé Wellington                                                | Steampunk Ladies - Vingança a Vapor                          | - Airton Marinho (Cabra D’água – Terra sitiada) – DRACO - Cátia Ana (O diário de Virgínia) – MARCA DE FANTASIA - Diego Sanchez (Hermínia) – MINO - Eric Peleias (Olhos Insanos) – MARSUPIAL/JUPATI - Felipe Parucci (Apocalipse, por favor) – INDEPENDENTE - Giovana Medeiros (Ana) – INDEPENDENTE - Liber Paz (Dias Interessantes) – INDEPENDENTE - Mylle Silva (A Samurai) – Tambor - Rafael Calça e André Aguiar (Jockey) – VENETA | [ 21 ] [ 22 ] |
| 2017 | Wagner Willian                                               | Bulldogma                                                    | - A. Z. CORDENONSI (LE CHEVALIER: ARQUIVOS SECRETOS) - CESAR ALCAZAR (CÃO NEGRO) - FELIPE CASTILHO (SAVANA DE PEDRA) - GABRIEL MOURÃO (PARAÍBA) - MARCIO R. GOTLAND (GREG – O CONTADOR DE HISTÓRIAS) - MARY CAGNIN (BLACK SILENCE) - RICARDO HIRSCH (HITOMI) - ROBSON CAVALCANTE (OS SUICÍDIOS DE OLIVER O) - SIRLENE BARBOSA E JOÃO PINHEIRO (CAROLINA) | [ 23 ] [ 24 ] |
| 2018 | Carol Pimentel                                               |                                                              | - Allan Albuquerque - Felipe Folgosi - Felipe Parucci - Gabriel Jardim - Gustavo Ravaglio - Léo Lins - Lica de Souza - Nick Farewell - Rapha Pinheiro | [ 25 ] [ 26 ] |
| 2019 | Jéssica Groke                                                | Me Leve Quando Sair                                          | - André Turtelli Poles (Máquinas não choram) - Celio Cecare (Garotos do Reservatório) - Edson Bortolotte (Maré) - Gustavo Tertoleone (Nobre Lobo) - Hugo Aguiar - Márcio Jr. (Cidade de Sangue) - Rainer Petter (Quem matou o Caixeta?) - Robson Cavalcante (Carne e Osso) - Wesley Rodrigues (Imaginário Coletivo) | [ 27 ] [ 28 ] |
| 2020 | Jefferson Costa Roseira, Medalha, Engenho e Outras Histórias | Jefferson Costa Roseira, Medalha, Engenho e Outras Histórias | - Al Stefano (Salseirada) - Amanda Miranda (Tabu) - Caru Moutsopoulos e Caroline Favret (A Cabana) - Eliane Bonadio (Hologramas) - Gabriela Antonia Rosa (Shimra) - Guilherme Match (Kophee) - Marília Marz (Indivisível) - Mylle Silva (Doce Jazz) - Rafael Marçal (Filhote de Mandrião) - Renato Dalmaso (O Elísio: Uma Jornada ao Inferno) - Silva João (HQ de Briga) | [ 29 ] [ 30 ] |
| 2021 | Talita Grass Cordélia                                        | Talita Grass Cordélia                                        | - Bruno Sorc (Mojica Móveis) - Carol Sakura (O Filho Mau) - Daiandreson Victor (Afroboy) - Daniela Fernandes Alarcon (Os Donos da Terra) - Gabu Brito (Crianças Selvagens) - Helena Cunha (Boa Sorte) - Isaac Santos (Shin) - Leander Moura (Os Gatos de Ulthar) - Luckas Iohanathan (O Monstro Debaixo da Minha Cama) | [ 31 ] [ 32 ] |
| 2022 | Ilustralu Arlindo                                            | Ilustralu Arlindo                                            | - Alexey Dodsworth (Saros 136) - Diana Salu (Então Você quer Escrever Personagens Trans?) - Gabriel Nascimento (A Menor Distância entre Dois Pontos é Uma Fuga) - Guilherme Petreca e Tiago Minamisawa (Shamisen: Canções do Mundo Flutuante) - Kash Fyre (Espetaculare Meneghetti) - Larissa Palmieri (Anne de Green Gables em Quadrinhos; Frankenstein em Quadrinhos) - Leandro Assis e Triscila Oliveira (Confinada) - Lino Arruda (Monstrans: Experimentando Horrormônios) - Lucas Oda (Arquivos Secretos do Monstruário: Saruê) - Phellip Willian (Uma Nuvem no Seu Oliveira) | [ 33 ] [ 34 ] |
| 2023 | Helô D'Angelo Nos Olhos de Quem Vê                           | Helô D'Angelo Nos Olhos de Quem Vê                           | - Ana Cardoso (Mingau: Apego) - Angélica Kalil (Bertha Lutz e a Carta da ONU) - Carol Favret e Caru Moutsopoulo (A Guará) - Cora Ottoni (Denise: Arraso) - Felipe Pan (O Menino Rei) - Luísa Lacombe (Música Triste Volume 1) - Mayara Lista (Espuma e Pequenina) - Natália Sierpinski (Afeto) - Patrick Martins (Dente de Leite) - Pedro Vó (Orbital) - Rogério Faria (Paulo Freire #Presente) | [ 35 ] [ 36 ] |